# Ампер-витки
Ампе́р-витки́ — добуток величини струму в амперах на число витків котушки.
Ампер-витки — міра магніторушійної сили (мрс) в МКС А системі одиниць при раціоналізованій системі рівнянь. Позначається А, А-в або А-w. 1 А-в є мрс вздовж замкнутого магнітного контуру, однократно «зчепленого» з електричним колом, в якому тече струм 1 А.
Напруженість магнетного поля електричного струму в котушках пропорційна числу ампер-витків.
Наприклад, числом ампер-витків на 1 см дуже довгої котушки (соленоїда), помноженим на 0,4π, виражається в ерстедах напруженість магнітного поля в її середній частині.
Аналогічною величиною є Вольт для Електрорушійної Сили.